# 楼下洞
楼下洞（ヌハどう、ヌハドン）は、ソウル特別市鐘路区にある法定洞である。行政洞の清雲孝子洞の管轄。北には玉仁洞、東には通仁洞・体府洞、南には弼雲洞、西には楼上洞と接している。

## 洞名の由来
楼下という地名は楼閣洞の下にあることから由来する。

## 歴史
朝鮮初期には漢城府北部順化坊、1751年（英祖27年）には漢城府北部順化坊司宰監契に属し、1894年（高宗31年）、甲午改革で行政区域改編の時には漢城府北署順化坊上牌契の楼閣洞の一部と南隻洞、柳木洞、昌成洞、福井洞、五巨里、松木洞などが楼下洞に該当する地域だった。
1914年、行政区域統廃合により楼閣洞の下の一部を統合して楼下洞になり、1914年9月、京城府北部出張所管轄になった。1936年4月、洞名が日本式地名に変更されて楼下町になった。1943年4月、区制実施で鐘路区楼下町になったが、1946年、大日本帝国の残滓清算の一環として町が洞に変わるとき、楼下洞になった。

## 名所
孝寧大君と安平大君の家跡、弼雲洞、楼上洞、玉仁洞一帯を含む地域に仁慶宮などがあった。仁慶宮は1676年（光海君9年）から1682年に建て始め、仁祖反正で中断し、1692年（仁祖11）に一部を撤去して昌慶宮の建立に使用し、残りの殿閣は孝宗の時まであったが、粛宗と英祖の時に無くなった後、民家が立て込んだ。